# Malo Polje (Perušić)
Malo Polje is een plaats in de gemeente Perušić in de Kroatische provincie Lika-Senj. De plaats telt 99 inwoners (2001).